# DJ和
DJ和（ディージェイかず、本名：大石 和馬（おおいし かずま）、1986年10月25日 - ）は、東京都出身のクラブDJ。

## 来歴・人物
小中学生時代は邦楽を好んでいたが、高校生時代に洋楽を多く聞くようになりブラックミュージックアーティストに憧れ仲の良い友人の影響もありDJを始める。大学進学はクラブへ通いやすい渋谷近辺の大学を選び、当初はヒップホップを中心にDJプレイを行っていたが大学2年頃から差別化を図るべく洋楽の間にJ-POP楽曲を挟むようになり、次第にJ-POP中心のプレイを確立。芸名も「DJ KAZ」から現在のDJ和に変更する。
その後西麻布のクラブにてソニー・ミュージックのプロデューサー・木村武士に自主製作のミックスCDを売り込み、木村との接触をきっかけにスカウトされ2008年にソニーミュージック初のJ-POP系DJとしてSony Music Associated Records（以下、SMAR）からメジャー・デビュー。DJとしての活動を買われ、アーティスト活動の一方で2010年からはSMARのスタッフとしても勤務しA&R業務を行うと共に自身のDJミックスCDに収録する楽曲の権利交渉やCDの宣伝も自ら手掛ける。スタッフとしては2020年時点でソニー・ミュージックレーベルズ第3レーベルグループKM制作部に配属されている。
綾小路きみまろの宣伝をヒントとして高速道路のサービスエリアや郊外地域のショッピングセンターにて「実演販売」的にDJイベントを行い、潜在的なニーズを掘り起こす脱都心型のセールスを得意とする。
アニメソングDJとしても活躍しており、ANIMAX MUSIXや@JAMといった国内主要イベントをはじめ、アニメ・フェスティバル・アジアを中心に海外イベントでもDJプレイを行った。

## 略歴
2006年 J-POP系DJイベント「日本式」に出演
2008年 NHK『MUSIC JAPAN』NHKホール公開収録幕間DJプレイ担当（〜2016年）。後継番組『シブヤノオト』『NAOMIの部屋』でも公開収録DJを担当。
2008年3月26日 メジャー・デビュー・アルバム『J-ポッパー伝説 [DJ和 in No.1 J-POP MIX]』をSMARから発売。
2010年〜 CD発売元・SMARの業務委託社員となる。
2012年2月8日 自身初のアニメソングミックスアルバム『J-アニソン神曲祭り [DJ和 in No.1 胸熱 MIX]』発売。
2016年1月3日 CD売上累計100万枚を達成。

## ディスコグラフィ
J-ポッパー伝説シリーズ
J-アニソン神曲祭りシリーズ
A GIRL↑↑シリーズ
その他
参加作品
| 発売日        | タイトル                                              | 収録作品                                        | アーティスト名          |
| ------------- | ----------------------------------------------------- | ----------------------------------------------- | ----------------------- |
| 2010年3月10日 | Love “Pure” Mix 〜Single Collection〜 (Mixed by DJ和) | わたしあうもの                                  | Love                    |
| 2011年5月11日 | Love “Pure” Mix II (Mixed by DJ和)                    | Someday Again〜また会う日まで〜                 | Love                    |
| 2015年2月11日 | THREE LIGHTS DOWN KINGS Non Stop Mix by DJ和          | NEVER SAY NEVER                                 | THREE LIGHTS DOWN KINGS |
| 2015年2月25日 | FLOW ANIME BEST 極MIX by DJ和                         | FLOW ANIME BEST 極                              | FLOW                    |
| 2015年12月2日 | THREE LIGHTS DOWN KINGS Non Stop Mix "vol.2" by DJ和  | グロリアスデイズ                                | THREE LIGHTS DOWN KINGS |
| 2016年9月21日 | TPDのお気に入りメガミックス by DJ和                   | センセイのお気に入り                            | どるせん from TPD       |
| 2017年7月29日 | JUST LIKE THIS 2015→16↑↑Non Stop Mix by DJ和          | THE WORLD IS MINE                               | SPYAIR                  |
| 2018年5月30日 | 関ジャニ∞ GR8EST non-stop mix by DJ和                 | GR8EST (201∞限定盤)                             | 関ジャニ∞               |
| 2018年7月28日 | JUST LIKE THIS 2017↑↑Non Stop Mix by DJ和             | We'll Never Die                                 | SPYAIR                  |
| 2019年1月23日 | TOUR 2019“雪”Set List Non-Stop Mix by DJ和            | THE BEST "1992-2018" + "雪"Setlist Non-Stop Mix | 広瀬香美                |
| 2019年7月27日 | JUST LIKE THIS 2018↑↑Non Stop Mix by DJ和             | B-THE ONE/PRIDE OF LIONS                        | SPYAIR                  |

## 出演

### テレビ番組
- 雑学王 (2010年10月25日、テレビ朝日系)
- なかのひと。(2013年4月16日・23日 北海道放送・MUSIC ON! TV)
- 超逆境クイズバトル!! 99人の壁　(2020年8月8日、フジテレビ系)[16][17]

### ラジオ番組
- 藤井孝太郎のログイン!よる☆PA「DJ和のつなげてくれてあじゃじゃした〜!」コーナー (2012年11月 - 、STVラジオ)
- DJ和のJ-ポッパー伝説 (2014年4月2日 - 6月25日、TOKYO FM)

### インターネット番組
- ドリームクリエイター公式！井戸端会議#187 (2012年2月2日、ニコニコ生放送)
- ドリームクリエイター #41 (2012年2月4日、ニコニコ生放送)
- ニコニコ アニメ・アニソン研究会 (2012年2月10日、ニコニコ生放送)
- Daisy×Daisy『自宅警備』(2012年4月3日、ニコニコ生放送)
- 2.5D渋谷PARCOオープン前夜祭! (2012年9月20日、ニコニコ生放送)
- ClariS 2ndアルバム「SECOND STORY」お披露目パーティー (2013年6月25日、ニコニコ生放送)
- 【ノイタミナイト powered by dアニメストア】〜サイコな彼女のパンチラ in AJ〜 (2015年3月22日、ニコニコ生放送)
- リスアニ! presents ClariS BESTアルバム発売記念特番「今夜決定！BEST of ClariST」(2015年4月15日、ニコニコ生放送)
- ロック兄弟 (2016年2月10日、ニコニコ生放送)

## 主なライブ
- 2011年11月03日 - @JAM 2011
- 2012年07月14日 - リスアニ! CIRCUIT Vol.02
- 2013年02月17日 - 魔Q少女M∀STERあらしZ オンリーイベント3
- 2013年09月06日 - Sunset Live 2013
- 2014年05月31日 - @JAM 2014
- 2014年08月06日 - ROCK IN JAPAN FESTIVAL 2014
- 2014年08月31日 - @JAM EXPO 2014
- 2014年09月13日 - きたまえ↑札幌☆マンガ・アニメフェスティバル2014
- 2014年10月11日 - master groove circle Club Party "NIJIIRO"
- 2015年08月08日 - ROCK IN JAPAN FESTIVAL 2015
- 2015年09月12日 - きたまえ↑札幌☆マンガ・アニメフェスティバル2015
- 2015年10月23日 - ANIMAX MUSIX DJ Night Tokyo
- 2015年11月21日 - ANIMAX MUSIX 2015 YOKOHAMA
- 2015年12月29日 - COUNTDOWN JAPAN 15/16
- 2016年08月06日・14日 - ROCK IN JAPAN FESTIVAL 2016

### ユニットメンバー
1. ↑  相坂さよ（白鳥由里）、明石裕奈（木村まどか）、朝倉和美（笹川亜矢奈）、綾瀬夕映（桑谷夏子）、和泉亜子（山川琴美）、大河内アキラ（山本杏美）
2. 1 2 3  天海春香（中村繪里子）、星井美希（長谷川明子）、如月千早（今井麻美）、高槻やよい（仁後真耶子）、萩原雪歩（浅倉杏美）、菊地真（平田宏美）、双海亜美 / 真美（下田麻美）、水瀬伊織（釘宮理恵）、三浦あずさ（たかはし智秋）、四条貴音（原由実）、我那覇響（沼倉愛美）、秋月律子（若林直美）
3. ↑  赤﨑千夏、田村ゆかり、金元寿子、茅野愛衣
4. ↑  赤﨑千夏、田村睦心
5. ↑  高山春香 (戸松遥)、園田優 (井口裕香)、野田コトネ (相坂優歌)、南しずく (五十嵐裕美)、池野楓 (渕上舞)、飯塚ゆず (戸田めぐみ)
6. ↑  ココア（佐倉綾音）、チノ（水瀬いのり）、リゼ（種田梨沙）、千夜（佐藤聡美）、シャロ（内田真礼）
7. 1 2  渕上舞、沼倉愛美、山村響
8. ↑  丈槍由紀（水瀬いのり）、恵飛須沢胡桃（小澤亜李）、若狭悠里（M・A・O）、直樹美紀（高橋李依）
9. ↑  関谷なる（上田麗奈）、笹目ヤヤ（奥野香耶）、ハナ・N・フォンテーンスタンド（田中美海）、西御門多美（大坪由佳）、常盤真智（沼倉愛美）
10. ↑  夜ノ森小紅（照井春佳）、夜ノ森紅緒（松井恵理子）、三峰真白（吉田有里）
11. ↑  沼倉愛美、赤﨑千夏、水瀬いのり、佐倉綾音、大地葉
12. ↑  黄前久美子（黒沢ともよ）、加藤葉月（朝井彩加）、川島緑輝（豊田萌絵）、高坂麗奈（安済知佳）
13. ↑  宮森あおい（木村珠莉）、安原絵麻（佳村はるか）、坂木しずか（千菅春香）、藤堂美沙（髙野麻美）、今井みどり（大和田仁美）
14. ↑  夜々（原田ひとみ）、いろり（茅野愛衣）、小紫（小倉唯）
15. ↑  浅見リリス（原由実）、神無月アリン（内田彩）